# Ibrahim Bilali
Pour les articles homonymes, voir Bilali.
Ibrahim Bilali est un boxeur kényan né le 21 juillet 1965.

## Carrière
Il remporte les championnats d'Afrique de boxe amateur 1983 dans la catégorie des poids mouches.
Il obtient aux Jeux olympiques d'été de 1984 à Los Angeles la médaille de bronze dans la catégorie  des poids mouches.

## Palmarès

### Jeux olympiques
- Médaille de bronze en -48 kg aux Jeux de 1984 à Los Angeles, États-Unis

### Championnats d'Afrique
- Médaille d'or en -51 kg en 1983 à Kampala, Ouganda